# Pintor de la cabeza de caballo de Aquisgrán

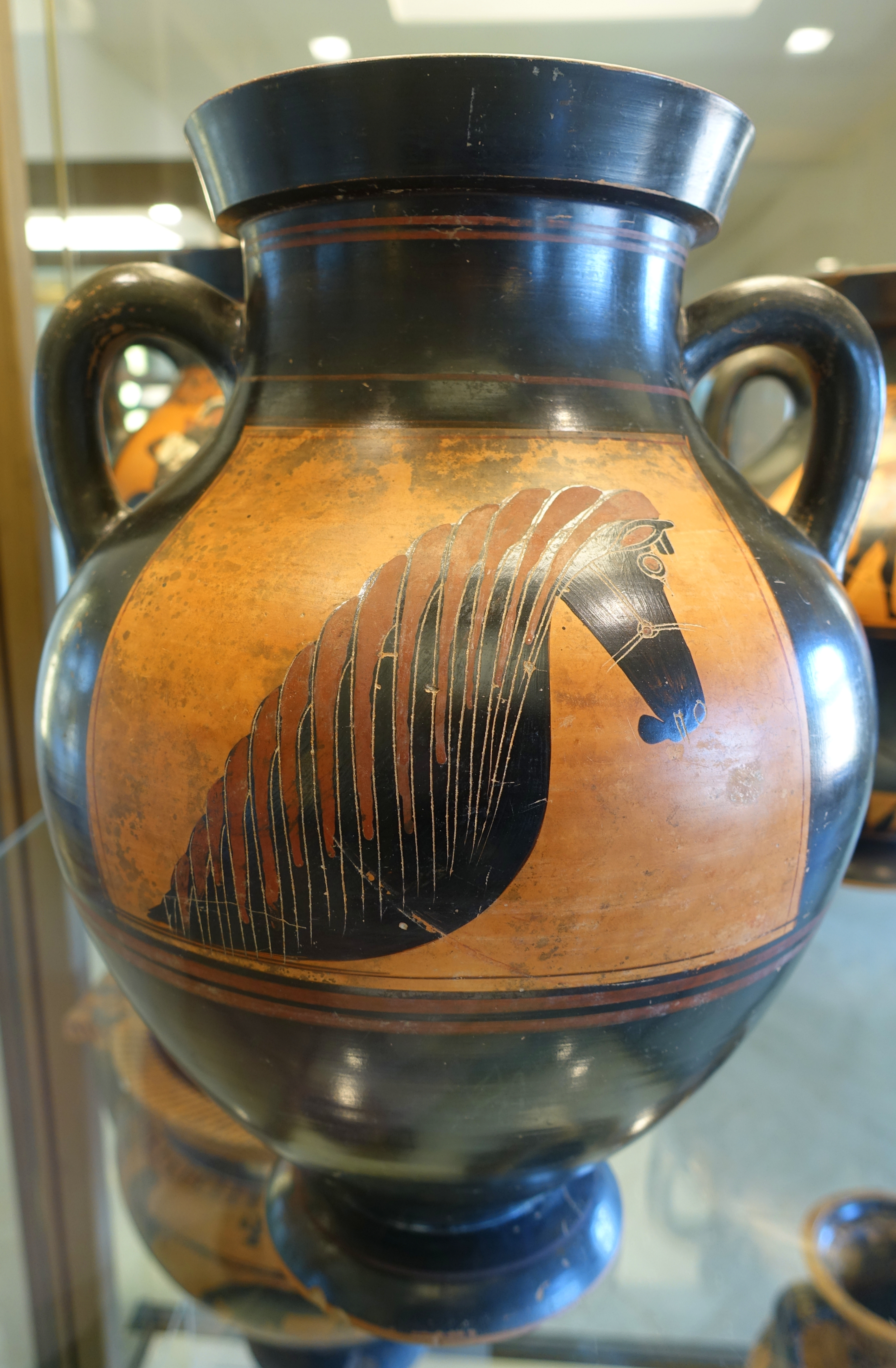
Ánfora en Roma.

El Pintor de la cabeza de caballo de Aquisgrán es el nombre que se le da al pintor de un vaso ático de figuras negras o un grupo de pintores de vasos.
El pintor o los pintores de la cabeza de caballo de Aquisgrán fueron identificados por Ann Birchall sobre la base de dos Ánforas de cabezas de caballo, una del Museo de arte antiguo de Basilea y colección Ludwig en Basilea, la otra de la Sammlung Guglielmi. (actualmente en los Museo Gregoriano Etrusco) en Roma, fue reconocido y se le dio el nombre convenido de  Grupo de cabezas de caballo de Aquisgrán. Las obras están datadas en torno al año 550 a. C.